# Jupp Kapellmann
Hans-Josef "Jupp" Kapellmann (* 19. prosinec 1949, Bardenberg) je bývalý německý fotbalista. Hrával na pozici krajního záložníka nebo obránce.
S německou reprezentací získal zlatou medaili na mistrovství světa 1974, byť do bojů na závěrečném turnaji nezasáhl. Celkem za národní tým odehrál 5 utkání.
S Bayernem Mnichov třikrát získal nejprestižnější evropskou klubovou soutěž, Pohár mistrů evropských zemí (1973/74, 1974/75, 1975/76). Roku 1976 s ním získal též Interkontinentální pohár.
S Bayernem se stal mistrem Německa (1973/74). Bundesligu hrál krom Bayernu ještě v dresu Mnichov 1860, Alemannie Aachen a 1. FC Köln.
Po skončení aktivní kariéry pracuje jako ortopéd. Od roku 2010 pracuje jako ortopéd v Saúdské Arábii.